# Chilas
Chilas (urdu: چلاس) è una città situata nella regione di Gilgit-Baltistan, in Pakistan. È unita alla via della seta tramite la strada del Karakorum che la collega ad Islamabad, a sud, passando per Dassu, Mansehra, Abbottabad e Haripur. A nord, Chilas è collegata alle città cinesi di Kashgar e Tashkurgan via Gilgit e Sust.

## Antiche incisioni

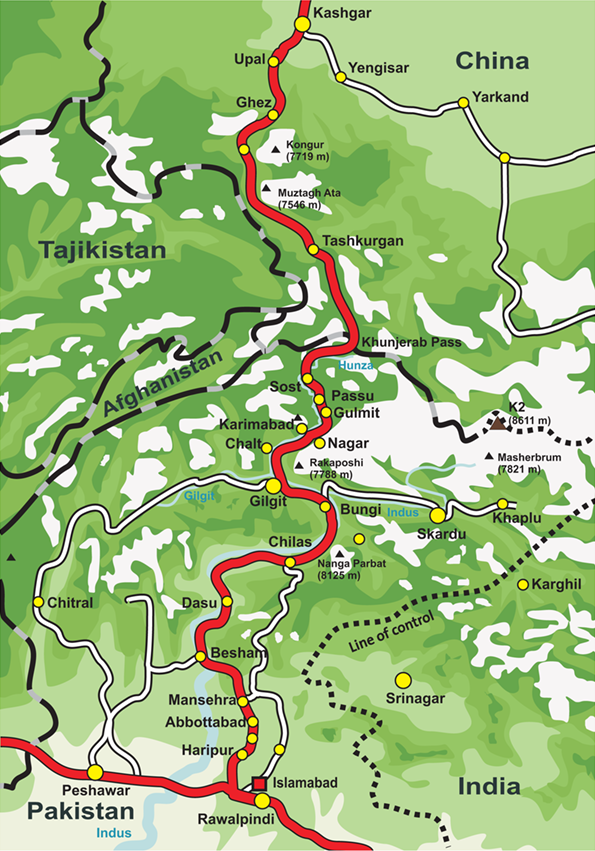
Mappa panoramica della Strada del Karakorum

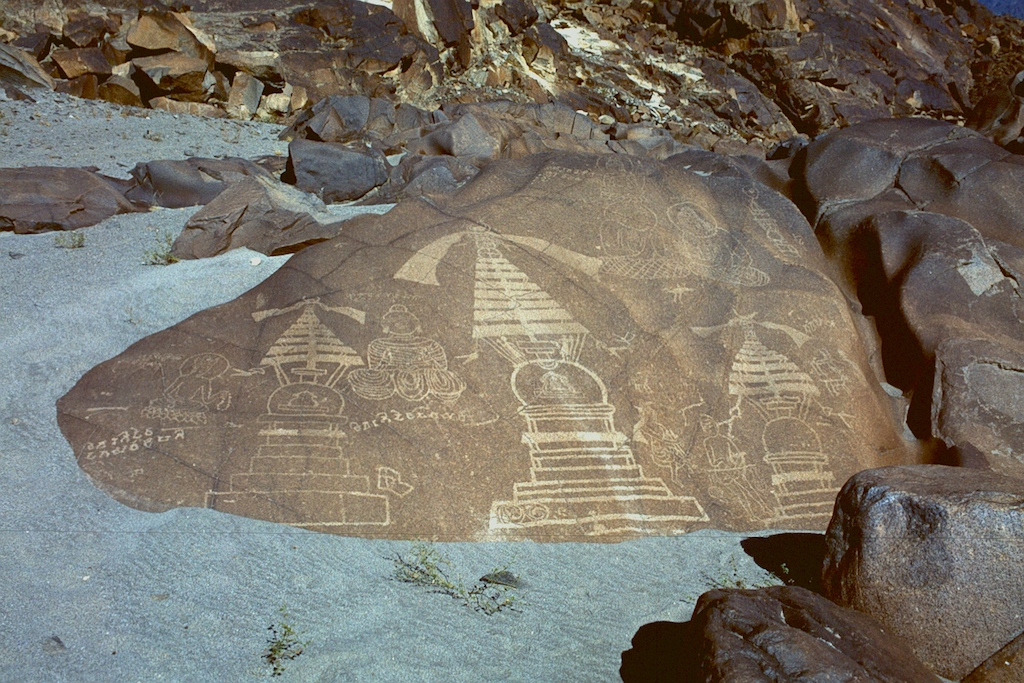
Incisioni rupestri nei pressi di Chilas.

Vi sono oltre 20 000 esemplari di arte ed incisioni rupestri lungo tutta la strada del Karakorum nel Gilgit-Baltistan, concentrati in dieci maggiori siti tra Hunza e Harban.   Le incisioni furono lasciate dai numerosi invasori, dai commercianti e dai pellegrini che percorrevano la strada, oltre che dagli abitanti locali. L'incisione più antica è databile tra il 5000 ed il 1000 a.C., e mostra animali, uomini triangolari e scene di caccia in cui gli animali sono più grandi dei cacciatori. Queste sculture furono realizzate con arnesi in pietra e sono ora coperte di una spessa patina che ne testimonia l'età.
L'archeologo Karl Jettmar ha approfondito la storia dell'area analizzando varie iscrizioni e registrando le proprie scoperte in Rockcarvings and Inscriptions in the Northern Areas of Pakistan e nel seguente Between Gandhara and the Silk Roads - Rock carvings Along the Karakoram Highway.
È interessante notare che il termine Kharoshthi "Kaboa" (o Kamboa) appare in un'iscrizione commemorativa Kharoshthi rinvenuta a Chilas, come affermato dal Dipartimento Archeologico del Pakistan. L'iscrizione è stata trascritta, tradotta ed interpretata da Ahmad Hasan Dani, un archeologo, storico e linguista pakistano tra le maggiori autorità di storia e archeologia dell'Asia meridionale. Secondo Dani, la Kaboa o Kamboa delle iscrizioni è una forma Kharosthizata del sanscrito Kamboja. Sembra così probabile che Chilas abbia fatto parte in passato del regno di Kamboja. 
Il clima è caldo ed umido in estate, e secco e freddo in inverno. Può essere raggiunta attraverso la strada del Karakorum o dalla vallata del Kaghan tramite il passo Babusar. Il fiume Indo attraversa la valle di Chilas. I turisti stranieri necessitano di un permesso per potere viaggiare in questa zona.